# Шевченко Григорій Сергійович
Григо́рій Сергі́йович Шевче́нко (нар. 8 лютого 1936, с. Орестопіль, Покровський район Дніпропетровської області, УССР, СРСР — 21 вересня 2010, Владимир, Російська Федерація) — російський актор, актор Владимирського академічного театру драми ім. А. В. Луначарського, заслужений артист Росії.

## Біографічні дані
Григорій Шевченко народився 8 лютого 1936 року у с. Орестопіль Покровського району Дніпропетровської області. У 1958 р. закінчив Харківський театральний інститут. Працював артистом в Українському ансамблі комедії і водевілю при Укрконцерті у м. Києві, у Хмельницькому облдрамтеатрі, у театрах міст Армавіра, Покров, Лієпая, Калуга.
З 1980 р. — артист Владимирського драматичного театру.
Лауреат премії ім. Євг. Євстигнєєва.
Дружина — Євдокимова (Шевченко) Тетяна Іванівна — заслужена артистка РФ, також актриса Владимирського академічного театру драми ім. А. В. Луначарського.
З найвідоміших робіт — цар Іван Грозний у спектаклі «Василіса Мєлєтьєва» за п'єсою О. М. Островського, Креонт у «Антигоні» Ж. Ануя та єпископ Шаррон у «Мольєрі» М. Булгакова.